# Moissy-Moulinot
Moissy-Moulinot è un comune francese di 27 abitanti situato nel dipartimento della Nièvre nella regione della Borgogna-Franca Contea.

## Società

### Evoluzione demografica
Abitanti censiti